# Arverner

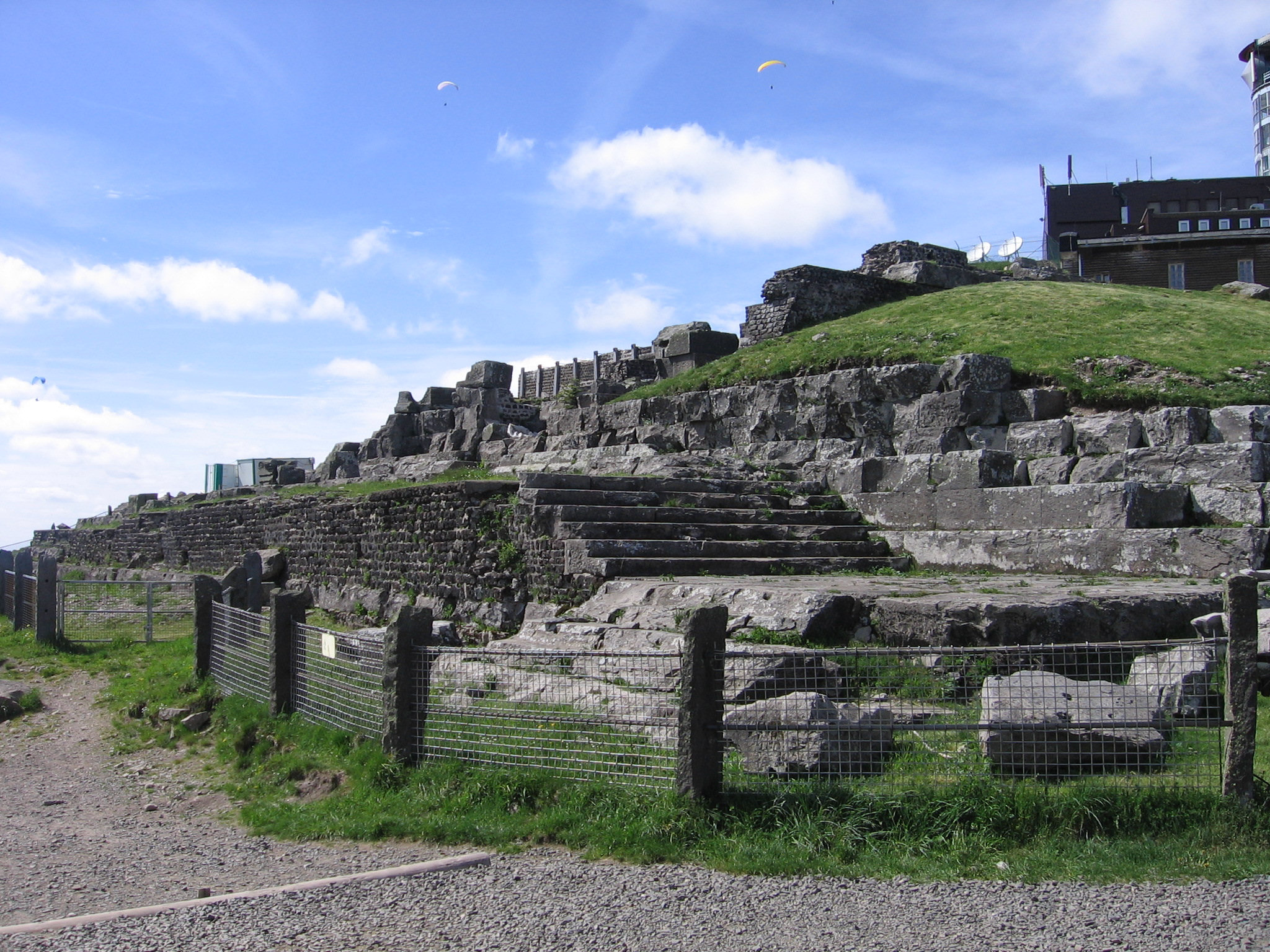
Arvernischer Tempel auf dem Puy de Dôme

Die Arverner (lateinisch Arverni) waren ein keltischer Stamm in der heutigen französischen Region Auvergne.
Der Name des Stammes leitet sich von gallisch arueriatis (nach gegenwärtigem Forschungsstand „der Genugtuung gibt“) her.
Ihr Hauptort war Gergovia (heute: Gergovie), südlich von Clermont-Ferrand und ab dem 1. Jahrhundert n. Chr. Augustonemetum (heute: Clermont-Ferrand).

## Geschichte
Die Arverner wurden erstmals genannt, als sie im 6. vorchristlichen Jahrhundert mit anderen keltischen Stämmen in Italien einfielen. Später, als die Römer begannen, Südgallien zu unterwerfen, unterstützte der Arvernerkönig Bituitus die Allobroger, wurde aber 121 v. Chr. von den Römern besiegt und gefangengesetzt. Die Römer setzten dann seinen Sohn Congonnetiacus (oder Contoniatus) als Klientelkönig ein.
52 v. Chr. führte Vercingetorix von Gergovia, Sohn des Arvernerkönigs Celtillus, den großen Gallieraufstand an, bei dem mit der Schlacht von Gergovia ein bekannter Sieg gelang. Mit der Schlacht um Alesia in der Nähe der mandubischen Stadt Alesia wurde der Aufstand allerdings unter Führung von Gaius Iulius Caesar niedergeschlagen. Danach wurden die Arverner ins Römische Reich eingegliedert.

## Kult
Die Arverner hatten zwei bedeutende Heiligtümer: Beim Hauptort Augustonemetum befand sich das Quellheiligtum von Clermont-Ferrand, wo hölzerne Götteridole gefunden wurden. Das Stammesheiligtum befand sich aber auf dem Gipfel des 1465 Meter hohen Puy de Dôme, wo einer der größten gallischen Tempel ausgegraben wurde. Der Hauptgott war nach der Interpretatio Romana Mercurius, der bei den Arvernern unter dem Namen Dumias angerufen wurde, aber außerhalb des Stammesgebietes in der Provinz Germania inferior als Mercurius Arvernus/Arvernorix, wobei die Zusammenhänge nicht geklärt sind. Der fränkische Historiker Gregor von Tours traf den Tempel noch gut erhalten an. Nach Plinius hatten die Arverner den Bildhauer Zenodorus beauftragt, eine Kolossalstatue von Mercurius herzustellen, die 400.000 Sesterzen gekostet habe.
Um das Jahr 256 plünderte der alamannische König Chrocus im Gebiet der Arverner den Tempel von Mercurius Vasso Galate.

## Bekannte Arverner
- Luernius: König der Arverner im 2. Jahrhundert v. Chr., Vater des Bituitus
- Bituitus: König der Arverner bis 121 v. Chr., Sohn des Luernius
- Congonnetiacus (Contoniatus): Sohn des Bituitus, von den Römern als Klientelkönig eingesetzt
- Celtillus: Vater des Vercingetorix, Bruder von Gobannitio, 1. Jahrhundert v. Chr.
- Gobannitio: erste Hälfte des 1. Jahrhunderts v. Chr., Onkel des Vercingetorix
- Vercingetorix einte 52 v. Chr. fast alle gallischen Stämme (bis auf Remer und Treverer) gegen die von Gaius Iulius Caesar geführten römischen Truppen, konnte die Niederlage der Gallier aber nicht verhindern

## Trivia
In den Asterix-Comics spielen häufig Arverner eine Rolle. Sie werden sowohl im französischsprachigen Original als auch in der deutschen Übersetzung dadurch charakterisiert, dass sie das „s“ wie ein „sch“ aussprechen.